# Ozyptila creola
Ozyptila creola là một loài nhện trong họ Thomisidae.
Loài này thuộc chi Ozyptila. Ozyptila creola được Willis J. Gertsch miêu tả năm 1953.